# Саткхира (округ)
Саткхира (бенг. সাতক্ষীরা জেলা, англ. Satkhira District) — округ на юго-западе Бангладеш, в области Кхулна. Образован в 1984 году из части территории округа Кхулна. Административный центр — город Саткхира. Площадь округа — 3858 км². По данным переписи 2001 года население округа составляло 1 843 194 человека. Уровень грамотности взрослого населения составлял 30,35 %, что значительно ниже среднего уровня по Бангладеш (43,1 %). 78,08 % населения округа исповедовало ислам, 21,45 % — индуизм.

## Административно-территориальное деление
Округ состоит из 2 муниципалитетов, 8 подокругов (upazilas) и 8 тхан (thanas), которые включают 1436 деревень.
Подокруга (центр)
1. Ассасуни (Ассасуни)
2. Саткхира Садар (Саткхира)
3. Дебхата (Дебхата)
4. Калароа (Калароа)
5. Калигандж (Калигандж)
6. Шьямнагар (Шьямнагар)
7. Тала (Тала)
8. Паткелгхата (Паткелгхата)